# Центральный дивизион (НБА)
Центральный дивизион (англ. Central Division) — один из трёх дивизионов Восточной конференции Национальной баскетбольной ассоциации. Текущий состав дивизиона сформировался перед началом сезона 2004/05. До этого в состав дивизиона, кроме тех, что сейчас входят, входили команды «Торонто Рэпторс», «Атланта Хокс» и «Нью-Орлеан Хорнетс».

## Состав дивизиона

### 1949-50
- Чикаго Стагз
- Форт-Уэйн Золлнер Пистонс
- Миннеаполис Лейкерс
- Рочестер Ройалс
- Сент-Луис Бомберс

Все пять команд были переведены из Западного дивизиона. Перед началом сезона 1950/51 клуб «Чикаго Стагз» обанкротился, а остальные четыре команды дивизиона перешли обратно в Западный дивизион, в результате чего Центральный дивизион перестал существовать до сезона 1970/71. Клуб «Форт-Уэйн Золлнер Пистонс» был переименован в «Форт-Уэйн Пистонс».

### 1970-72
- Атланта Хокс
- Балтимор Буллетс
- Цинциннати Ройалс
- Кливленд Кавальерс

Центральный дивизион был восстановлен как один из дивизионов Восточной конференции. Атланта перешла с Западного дивизиона, Балтимор и Цинциннати с Восточного дивизиона, а «Кливленд Кавальерс» была основана.

### 1972-73
- Атланта Хокс
- Балтимор Буллетс
- Кливленд Кавальерс
- Хьюстон Рокетс

Цинциннати переехала в Средне-Западный дивизион и стала называться Канзас-Сити-Омаха Кингз, Хьюстон перешел с Тихоокеанского дивизиона.

### 1973-74
- Атланта Хокс
- Кэпитал Буллетс
- Кливленд Кавальерс
- Хьюстон Рокетс

Балтимор переехал в Лэндовер, Мэриленд и стал называться «Кэпитал Буллетс».

### 1974-76
- Атланта Хокс
- Кливленд Кавальерс
- Хьюстон Рокетс
- Нью-Орлеан Джазз
- Вашингтон Буллетс

Клуб «Кэпитал Буллетс» был переименован в «Вашингтон Буллетс». «Нью-Орлеан Джаз» — основан.

### 1976-78
- Атланта Хокс
- Кливленд Кавальерс
- Хьюстон Рокетс
- Нью-Орлеан Джазз
- Сан-Антонио Спёрс
- Вашингтон Буллетс

Клуб Сан-Антонио перешел из разорившейся Американской баскетбольной ассоциации.

### 1978-79
- Атланта Хокс
- Кливленд Кавальерс
- Детройт Пистонс
- Хьюстон Рокетс
- Нью-Орлеан Джазз
- Сан-Антонио Спёрс

Детройт со Средне-Западного дивизиона, Вашингтон перешёл в Атлантический дивизион.

### 1979-80
- Атланта Хокс
- Кливленд Кавальерс
- Детройт Пистонс
- Хьюстон Рокетс
- Индиана Пэйсерс
- Сан-Антонио Спёрс

Индиана перешла из Средне-Западного дивизиона, Нью-Орлеан переехал в Солт-Лейк-Сити и стал называться «Юта Джаз».

### 1980-89
- Атланта Хокс
- Чикаго Буллз
- Кливленд Кавальерс
- Детройт Пистонс
- Индиана Пэйсерс
- Милуоки Бакс

Чикаго и Милуоки перешли из Средне-Западного дивизиона, а Хьюстон и Сан-Антонио перешли в Средне-Западный дивизион.

### 1989-90
- Атланта Хокс
- Чикаго Буллз
- Кливленд Кавальерс
- Детройт Пистонс
- Индиана Пэйсерс
- Милукои Бакс
- Орландо Мэджик

Был основан клуб «Орландо Мэджик».

### 1990-95
- Атланта Хокс
- Шарлотт Хорнетс
- Чикаго Буллз
- Кливленд Кавальерс
- Детройт Пистонс
- Индиана Пэйсерс
- Милукои Бакс

Орландо перешёл в Средне-Западный дивизион, а Шарлотт перешёл со Средне-Западного дивизиона.

### 1995—2002
- Атланта Хокс
- Шарлотт Хорнетс
- Чикаго Буллз
- Кливленд Кавальерс
- Детройт Пистонс
- Индиана Пэйсерс
- Милукои Бакс
- Торонто Рэпторс

Основан клуб «Торонто Рэпторс».

### 2002—2004
- Атланта Хокс
- Чикаго Буллз
- Кливленд Кавальерс
- Детройт Пистонс
- Индиана Пэйсерс
- Милукои Бакс
- Нью-Орлеан Хорнетс
- Торонто Рэпторс

Шарлотт переехал в Новый Орлеан.

### 2004-наст. время
- Чикаго Буллз
- Кливленд Кавальерс
- Детройт Пистонс
- Индиана Пэйсерс
- Милуоки Бакс

Атланта перешла в Юго-Восточный дивизион, Нью Орлеан в Юго-Западный дивизион, а Торонто в Атлантический дивизион.

## Кубок Уэйна Эмбри
Начиная с сезона 2021/2022, чемпион Центрального дивизиона получает Кубок Уэйна Эмбри. Как и другие чемпионские трофеи дивизиона, он назван в честь одного из афроамериканских первопроходцев в истории НБА. Уэйн Эмбри стал первым афроамериканцем — генеральным менеджером НБА, когда был принят на работу в «Милуоки Бакс» в 1972 году. Кубок Уэйна Эмбри представляет собой хрустальный шар диаметром 200 миллиметров (7,9 дюйма).

## Победители дивизиона
| ^ | Показали лучший результат в регулярном чемпионате |

| Сезон   | Команда             | Победы/поражения | Результат в плей-офф               |
| ------- | ------------------- | ---------------- | ---------------------------------- |
| 1970/71 | Балтимор Буллетс    | 42–40 (51,2%)    | Проиграли в финале НБА             |
| 1971/72 | Балтимор Буллетс    | 38–44 (46,3%)    | Проиграли в полуфинале конференции |
| 1972/73 | Балтимор Буллетс    | 52–30 (63,4%)    | Проиграли в полуфинале конференции |
| 1973/74 | Кэпитал Буллетс     | 47–35 (57,3%)    | Проиграли в полуфинале конференции |
| 1974/75 | Вашингтон Буллетс^  | 60–22 (73,2%)    | Проиграли в финале НБА             |
| 1975/76 | Кливленд Кавальерс  | 49–33 (59,8%)    | Проиграли в финале конференции     |
| 1976/77 | Хьюстон Рокетс      | 49–33 (59,8%)    | Проиграли в финале конференции     |
| 1977/78 | Сан-Антонио Спёрс   | 52–30 (63,4%)    | Проиграли в полуфинале конференции |
| 1978/79 | Сан-Антонио Спёрс   | 48–34 (58,5%)    | Проиграли в финале конференции     |
| 1979/80 | Атланта Хокс        | 50–32 (61,0%)    | Проиграли в полуфинале конференции |
| 1980/81 | Милуоки Бакс        | 60–22 (73,2%)    | Проиграли в полуфинале конференции |
| 1981/82 | Милуоки Бакс        | 55–27 (67,1%)    | Проиграли в полуфинале конференции |
| 1982/83 | Милуоки Бакс        | 51–31 (62,2%)    | Проиграли в финале конференции     |
| 1983/84 | Милуоки Бакс        | 50–32 (61,0%)    | Проиграли в финале конференции     |
| 1984/85 | Милуоки Бакс        | 59–23 (72,0%)    | Проиграли в полуфинале конференции |
| 1985/86 | Милуоки Бакс        | 57–25 (69,5%)    | Проиграли в финале конференции     |
| 1986/87 | Атланта Хокс        | 57–25 (69,5%)    | Проиграли в полуфинале конференции |
| 1987/88 | Детройт Пистонс     | 54–28 (65,9%)    | Проиграли в финале НБА             |
| 1988/89 | Детройт Пистонс^    | 63–19 (76,8%)    | Выиграли чемпионат НБА             |
| 1989/90 | Детройт Пистонс     | 59–23 (72,0%)    | Выиграли чемпионат НБА             |
| 1990/91 | Чикаго Буллз        | 61–21 (74,4%)    | Выиграли чемпионат НБА             |
| 1991/92 | Чикаго Буллз^       | 67–15 (81,7%)    | Выиграли чемпионат НБА             |
| 1992/93 | Чикаго Буллз        | 57–25 (69,5%)    | Выиграли чемпионат НБА             |
| 1993/94 | Атланта Хокс        | 57–25 (69,5%)    | Проиграли в полуфинале конференции |
| 1994/95 | Индиана Пэйсерс     | 52–30 (63,4%)    | Проиграли в финале конференции     |
| 1995/96 | Чикаго Буллз^       | 72–10 (87,8%)    | Выиграли чемпионат НБА             |
| 1996/97 | Чикаго Буллз^       | 69–13 (84,1%)    | Выиграли чемпионат НБА             |
| 1997/98 | Чикаго Буллз^       | 62–20 (75,6%)    | Выиграли чемпионат НБА             |
| 1998/99 | Индиана Пэйсерс     | 33–17 (66,0%)    | Проиграли в финале конференции     |
| 1999/00 | Индиана Пэйсерс     | 56–26 (68,3%)    | Проиграли в финале НБА             |
| 2000/01 | Милуоки Бакс        | 52–30 (63,4%)    | Проиграли в финале конференции     |
| 2001/02 | Детройт Пистонс     | 50–32 (61,0%)    | Проиграли в полуфинале конференции |
| 2002/03 | Детройт Пистонс     | 50–32 (61,0%)    | Проиграли в финале конференции     |
| 2003/04 | Индиана Пэйсерс^    | 61–21 (74,4%)    | Проиграли в финале конференции     |
| 2004/05 | Детройт Пистонс     | 54–28 (65,9%)    | Проиграли в финале НБА             |
| 2005/06 | Детройт Пистонс^    | 64–18 (78,0%)    | Проиграли в финале конференции     |
| 2006/07 | Детройт Пистонс     | 53–29 (64,6%)    | Проиграли в финале конференции     |
| 2007/08 | Детройт Пистонс     | 59–23 (72,0%)    | Проиграли в финале конференции     |
| 2008/09 | Кливленд Кавальерс^ | 66–16 (80,5%)    | Проиграли в финале конференции     |
| 2009/10 | Кливленд Кавальерс^ | 61–21 (74,4%)    | Проиграли в полуфинале конференции |
| 2010/11 | Чикаго Буллз^       | 62–20 (75,6%)    | Проиграли в финале конференции     |
| 2011/12 | Чикаго Буллз^       | 50–16 (75,8%)    | Проиграли в первом раунде          |
| 2012/13 | Индиана Пэйсерс     | 49–32 (60,5%)    | Проиграли в финале конференции     |
| 2013/14 | Индиана Пэйсерс     | 56–26 (68,3%)    | Проиграли в финале конференции     |
| 2014/15 | Кливленд Кавальерс  | 53–29 (64,6%)    | Проиграли в финале НБА             |
| 2015/16 | Кливленд Кавальерс  | 57–25 (69,5%)    | Выиграли чемпионат НБА             |
| 2016/17 | Кливленд Кавальерс  | 51–31 (62,2%)    | Проиграли в финале НБА             |
| 2017/18 | Кливленд Кавальерс  | 50–32 (61,0%)    | Проиграли в финале НБА             |
| 2018/19 | Милуоки Бакс^       | 60–22 (73,2%)    | Проиграли в финале конференции     |
| 2019/20 | Милуоки Бакс^       | 56–17 (76,7%)    | Проиграли в полуфинале конференции |
| 2020/21 | Милуоки Бакс        | 46–26 (63,9%)    | Выиграли чемпионат НБА             |
| 2021/22 | Милуоки Бакс        | 51–31 (62,2%)    | Проиграли в полуфинале конференции |
| 2022/23 | Милуоки Бакс^       | 58–24 (70,7%)    | Проиграли в первом раунде          |
| 2023/24 | Милуоки Бакс        | 49–33 (59,8%)    | Проиграли в первом раунде          |

## Лидеры по количеству побед в дивизионе
| ^ | Обозначает клуб, покинувшую дивизион |

| Клуб                                                               | Титулов | Сезон(ы), в которых завоёвывался титул                                                                              |
| ------------------------------------------------------------------ | ------- | --- |
| Милуоки Бакс                                                       | 13      | 1980/81, 1981/82, 1982/83, 1983/84, 1984/85, 1985/86, 2000/01, 2018/19, 2019/20, 2020/21, 2021/22, 2022/23, 2023/24 |
| Детройт Пистонс                                                    | 9       | 1987/88, 1988/89, 1989/90, 2001/02, 2002/03, 2004/05, 2005/06, 2006/07, 2007/08                                     |
| Чикаго Буллз                                                       | 8       | 1990/91, 1991/92, 1992/93, 1995/96, 1996/97, 1997/98, 2010/11, 2011/12                                              |
| Кливленд Кавальерс                                                 | 7       | 1975/76, 2008/09, 2009/10, 2014/15, 2015/16, 2016/17, 2017/18                                                       |
| Индиана Пэйсерс                                                    | 6       | 1994/95, 1998/99, 1999/00, 2003/04, 2012/13, 2013/14                                                                |
| Балтимор / Кэпитал / Вашингтон Буллетс^ (сейчас Вашингтон Уизардс) | 5       | 1970/71, 1971/72, 1972/73, 1973/74, 1974/75                                                                         |
| Атланта Хокс^                                                      | 3       | 1979/80, 1986/87, 1993/94                                                                                           |
| Сан-Антонио Спёрс^                                                 | 2       | 1977/78, 1978/79 |
| Хьюстон Рокетс^                                                    | 1       | 1976/77 |